# 皖南事变
皖南事变又稱新四軍事件，發生於抗日战争时期的民國30年（1941年）1月，其間國民政府（及中国国民党）轄下的國民革命軍第三戰區部隊在皖南围袭新四軍军部。后者鏖战七昼夜，军部9000人仅2000人分散突围。叶挺与国军108师谈判时被扣押，袁国平陣亡，副军长项英、副参谋长周子昆突围后被部下杀害。新四军的四个师未受损，事件后中共立即任命新的政委和军长，并将新四军的规模扩充至七个师。
皖南事变是抗日戰爭期間國共合作的重要轉捩點。事变后，埃德加·斯诺、宋庆龄、柳亚子、何香凝、陈友仁等左派人士纷纷行动，或是在海外媒体报道，指责国民党方面制造事变，或是在香港製造輿論和组织抗议活动，或是联名打电报要求必须绝对停止以武力攻击共产党，必须停止弹压共产党的行动。邹韬奋痛骂国民党顽固派是“说尽好话，做尽坏事”的无耻之徒，提出营救叶军长、反对内战的口号。這一事件使得国民政府在當時的反共活动上有所收敛。

## 事變背景

### 中國大陸文獻的记录和叙述

#### 国共摩擦

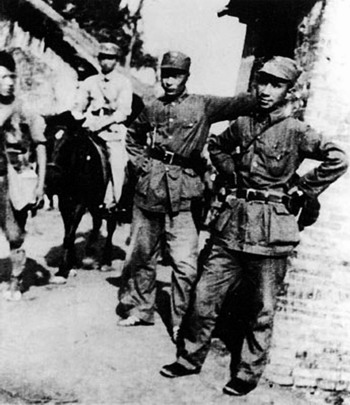
1940年，陈毅与粟裕在黄桥战役前夕

根据国共建立抗日统一战线的协定，新四军在编制上属于战区司令长官顾祝同领导，但是新四军事实上服从延安中国共产党的领导，並維持固有方針，以“反頑”為旗號，打擊國民黨部隊以及地方抗日武裝，並擴充自己根據地。当时中共认为，要开辟苏北，最大障碍是國军韩德勤部。中共中央中原局书记刘少奇建议从华北调八路军一部南下，并令江南陈、粟部队北上，进入苏北:1-16。
处于同一战区的國民革命軍与新四軍不时发生武装冲突。新四軍完成訓練後，分成4個師，分別命名為：團結師、前進師、勇敢師和抵抗師，於1938年4月27日離開皖西穎水根據地，開赴前線，5月10日抵達南陵，5月16日分成小股力量沿南京－蕪湖鐵路潛越日軍防線，首次同日軍交戰:240。蘇北地區徐州失守後，由6萬正規軍防守，韓德勤擔任江蘇省政府主席，省府設在阜寧，徐州群眾動員委員會李明揚也留下來，1939年2月和3月間，日軍佔領海州，主力轉移後國軍立即收復，4月日本人宣佈蘇北游擊隊得到八路軍增援；蘇南地區是顧祝同第三戰區司令部所在地，許多游擊隊包括新四軍在此活動，而新四軍控制着長江以南從南京到常州一帶地區:267-268。常州以東到上海一帶是「忠義救國軍」控制，名義上司令官是戴笠，在上海郊區和黃浦江對岸一帶游擊，由青幫和洪門組成，暗殺間諜和漢奸，犧牲100多人；8月13日「忠義救國軍」潛入日軍虹橋機場升起一面青天白日满地红旗:268-269。
1940年7月，江南新四军突然渡江，占领原何克谦驻守之黄桥。1940年10月初，江蘇省政府主席韩德勤集结26个团（兵力3万余人）意图夺回黄桥，与陳毅粟裕率領「新四軍第一支隊」（兵力7000余人）发生交战。因国军各部相互之间另有矛盾，黄桥地区陈太运、李明扬、李长江部抵制韩的进攻命令，在战役中唯有韩部嫡系部队约15000人孤军深入，而新四軍约5000战斗人员则以逸待劳，致使國民革命軍第八十九軍中将军长李守维戰敗溺水身亡，中将旅长翁达战败自杀，國民革命軍萬餘人傷亡或被俘:186。10月11日，新四军与八路军在东台县白驹镇会师:300。

#### 曹甸战役对皖南事变的影响
11月14日，军令部将拟定的《剿灭黄河以南匪军作战计划》呈报给蒋中正，准备集中第三、第五战区主力，第一步先“肃清”江南新四军，第二步“肃清”所有黄河以南之八路军、新四军。但蒋中正担忧此举将导致苏北韩德勤所部遭到新四军报复，因此国民政府并不准备在新四军北移之前在苏北展开军事行动。然而新四军方面苏北将领则激进的多，时任华东局书记的刘少奇在接连取得半塔集、郭村、黄桥三大胜利后，认为以军事手段完全可以解决韩德勤，而解决韩德勤后，华中整个局面就焕然一新。因此反倒急于发起对韩德勤的进攻。11月11日，刘少奇致电延安，建议“首先消灭韩德勤，巩固苏北，确保津浦路以东地区，集中全力在皖东决战后再相机向西大发展”。毛收到后急忙当天复电制止陈毅、刘少奇、黄克诚等人，指出“目前即刻动手打韩德勤、霍守义、何柱国，在政治上极端不利，尚须忍耐”，并明令“第一次攻击令须由延安下，你们不得命令、不得动手！”其真实原因是担忧主动打击韩德勤将致使皖南新四军立即遭受国军报复围歼。
11月22日，刘少奇、陈毅将再次电报延安，称华中八路军新四军总部“于23日移盐城指挥，各部务于26日之前进入各自攻击准备位置，秘密集结完毕，待命攻击”。此电表明，刘、陈、黄已无视毛泽东11月11日回电自行其是，也置皖南新四军同袍之生死于不顾。毛泽东无奈回电同意但请其将进攻时间延后数日，「同时此回电抄送叶、项」，提醒其苏北作战无可避免即将开始，皖南新四军应尽速北撤。
新四军军长叶挺收到毛泽东电报后大为担忧，立即意识到曹甸一战必将给新四军总部带来不利影响，11月29日叶挺请示中央：“苏北动作能否延至我安全北渡之后？”毛复电，一面安慰叶挺“苏北动作无关大局。顾祝同可能会叫几下，你们敷衍一二”，但同时命令皖南新四军应当從此开始分批北移，並與十二月底移完。
曹甸是宝应县东北的一个集镇，西临宝应湖，周围是水网地带。曹甸工事坚固，内有碉堡、暗堡四处相通，易守难攻，驻有韩德勤保二旅一部、八十九军三十三师两个团及直属工兵营、特务营、炮营等共约5000多兵力。而韩德勤在兴化及其附近之保六旅、独六旅等亦约5000多兵力，随时可以策应曹甸。为此，曹甸已成为消灭韩德勤的最大障碍。
1940年12月13日16时，八路军新四军攻击部队开始运动，19时半总攻开始。因地势平坦，河沟阻隔，国军炮火攻击猛烈，至21时许，八路军第五纵队第一支队第一团攻入曹甸西北角炮楼，但此时新四军在东北、东南两线的攻势尚未展开，使国军得以集中兵力在西线组织反击；22时许，新四军第一纵队经过近迫作业，越过濠沟，不久突破东小圩，占领了部分阵地。可是，此刻八路军在西线的进攻都处于间歇期，致使国军得以在东线进行反击。新四军进攻的先头部队未能巩固住前沿阵地，后续部队受国军炮火压制，无法向前运动。直到14日拂晓，曹甸东、南、西三面均各自为战，未能形成统一的进攻步调。新四军虽突破国军前沿阵地，但未能突破曹甸国军的基本阵地。
刘少奇于12月15日致电毛泽东、朱德、王稼祥称：“我攻曹甸未下。此次战役，我伤亡共约2000人，消耗甚大，平桥虽被我占，但韩部及东北军尚有3000多人在车桥、泾口、安丰、曹甸一带，此次战役大概只能如此结束。苏北问题已成僵局，急切不能彻底解决。”
1940年11月29日，曹甸战役打响时，遭受重大打击的韩德勤立即向蒋介石、何应钦致电告急。12月3日，何应钦接到韩德勤的告急电报，他把苏北战事同皖南新四军北移进行联想分析之后，发觉如果新四军经苏南北渡，势必增加对韩德勤的压力，遂提笔在此件上批道：“可令汤恩伯东进，但仍恐不济急。故对在江南之新四军不准由镇江北渡，或另予规定路线，以免该部直接参加对韩德勤部之攻击。「若江北异军竟敢攻击兴化，则第三战区应将江南新四军立予解决」。本案请照上意速呈委座核示。”此电表明，国军歼灭皖南新四军军部实为临时决定，而非蓄谋已久。
曹甸战役新四军战败，后果严重，结果令国军大感欣慰，由此也不必再因顾虑韩部影响围歼皖南新四军的决心，因曹甸战役证明新四军根本不具备消灭韩德勤的实力。且曹甸战役与此前半塔集、郭村、黄桥又不同，此战新四军并非劣势兵力防守反击，而是主动集结优势兵力进攻国军，结果还战败，可谓政治、军事双双失败。国军既有了围歼皖南新四军的口实，又有围歼的信心，后者遂陷入极其危殆之局面。

#### 移防命令
同月19日，因為擔心類似黃橋事件的再度發生，蒋中正命令何应钦、白崇禧以国民政府军事委员会正副参谋长的名义，向八路军正副司令朱德、彭德怀和新四军军长叶挺、副軍長項英發出“皓电”。电报在细数1940年的国共冲突后，指责说:138：

综观过去陕甘冀察晋绥鲁苏皖等地历次不幸事件，及所谓人多钢少之妄说，其症结所在，皆缘于第十八集团军及新四军所属部队：一、不守战区范围自由行动；二、不遵编制数量自由扩充；三、不服从中央命令破坏行政系统；四、不打敌人专事吞并友军。以上四端，实为所谓磨擦事件发生之根本，亦即第十八集团军与新四军非法行动之事实，若不予以纠正，其将何之成为国民革命军之革命部队？除苏北事件委座已另有命令希切实遵照外，兹奉谢将前经会商并奉核定之中央提示案正式抄达，关于第十八集团军及新四军之各部队，限于电到一个月内，全部开到中央提示案第三问题所规定作战地境内，并对本问题所示其他各项规定，切实遵行，静候中央颁发对于执行提示案其他各问题之命令。

命令新四军接电报后迅即将全部撤到旧黄河以北。11月9日，毛泽东以上述受令者“朱彭葉項”四人名義答覆：“中央提示案内所列办法，七八月间，经周恩来同志传达后，德等以中央意旨所在，唯有服从，而下属苦衷，亦宜上达。”“德等再三考虑，认为执行命令与俯顺舆情，仍请中央兼筹并顾。对于江南正规部队，德等正拟苦心说服，劝其顾全大局，遵令北移。仍恳中央宽以限期，以求解释深入，不致激生他故，重增德等无穷之罪。对于江北部队，则暂时拟请免调，责成彼等严饬军纪，和协友军，加紧对敌之反攻，配合正面之作战，以免操之过激，转费周章。”11月14日，国民政府军事委员会军令部拟定了《剿灭黄河以南匪军作战计划》:486:394。11月17日，华中新四军八路军总指挥部成立，叶挺任总指挥，刘少奇任政委，陈毅代理总指挥。

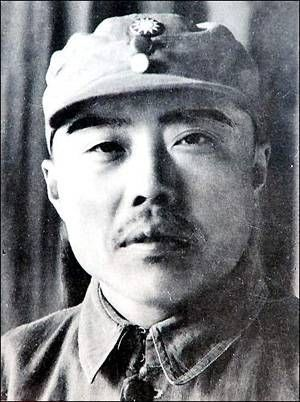
新四军副军长项英

毛泽东覆電後，新四軍並未如“皓電”及中共中央所言隨即移防。另一方面，因遲遲未見移防，同年12月3日，蒋介石致電葉挺：「新四軍應在繁昌、銅陵渡過長江，在無為附近集中，然后按規定路線北上。」此電且仍受中共中央認同。不過此軍令一出，前往換防的国民革命军第四十师與新四軍紛爭再起，華中的八路军和新四軍猛攻曹甸，國軍損失慘重。國民政府方面大為惱怒，轉而拒絕皖南新四軍東進從蘇南渡江的方案（怕皖南新四軍與蘇北新四軍會合後再打韓德勤），重新命令皖南新四軍必須直接北上，從安徽銅陵、繁昌間北渡長江，並延長最後期限至1940年12月31日:491。但中共方面怀疑國民黨規定的直接北渡方案是陰謀:490，担心“李品仙在江北布防堵截，皖南顽军复暗中包围，阻我交通，南岸须通过敌人封锁线，江中须避敌艇袭击，非假以时日分批北渡则不能渡(届时)势将进返两难”。而皖南新四軍最終堅持走東進再由蘇南北渡的路線:492。此外，中共中央东南局书记兼新四军副军长项英卻仍駐雲嶺，並不按中共中央與国民政府军事委员会所指示的路线北渡移防前进:176。12月初，东南局副书记曾山等新四军皖南非战斗人员1700余人开始经国军52师和108师防区向江北转移，后陆续安全到达苏北:490。
12月7日，蒋介石正式批准了军令部的《剿灭黄河以南匪军作战计划》，但表示应“暂缓下令”，“待本月下旬再定实施时间”:114-115。国民党高层此时在八路军、新四军北移问题上，态度比蒋介石更为急切:494。10日，蒋介石命令顾祝同：“该战区对江南匪部，应照前定计划，妥为部署。如发现江北匪伪竟敢进攻兴化，或至期限该军仍不遵令北渡，应立即将其解决，勿再宽容。”同时还批准了军令部关于实施《剿灭黄河以南匪军作战计划》的要求:495。
自从11月9日朱彭等发出“佳电”之后，中共中央便明确指示：对皖南采取让步政策，对华中取自卫政策。同时还指示新四军必须在12月31日前全部北移，北移中要提高警惕，做好充分的自卫准备。25日，蒋介石面见周恩来，“以极富感情的神情”要求八路军新四军开到河北，称新四军如不遵令北调则“必定失败”。26日，中共中央又電項英，對他們一再拖延、遲遲不北移提出了批評，要求项英立即撤离:396。12月28日，項英召開會議，決定遵守中共中央指定的北移路線：向南繞道茂林、三溪、旌德、宁國，迂回天目山到溧陽:365。并确定1941年1月4日，新四军部队开始转移:6441。同时，12月27日，第三战区和第三十二集团军在徽州召开秘密军事会议，研究新四军不从北移命令后的进剿计划。29日，上官云相在宁国县万福村召开军事会议，确定集团军围剿新四军部队的部署，限定各部队于12月31日前秘密完成作战准备:6442。1941年1月1日，新四军领导将“全部移苏南”的决心电告中共中央，但未说明具体路线。1月3日，毛泽东、朱德回电：“你们全部坚决开苏南，并立即开动，是完全正确的。”:179

#### 新四军北撤路线的谈判和请示
根据中共中央指示，新四军从11月9日立即开始与第三战区协调北调路线。其目的有二：一是尽量取得国军的同意，另一则是尽量选择一个日军拦阻力量较少的路线。
国军起初给新四军指定的备选路线有三条：
第一条是经繁昌、铜陵地区渡江到无为的路线。这条路线是沟通皖南新四军军部和江北部队之间联系的交通线，1938年11月，新四军参谋长张云逸率军部特务营渡江至皖东就是走的这条路线。从新四军军部进驻皖南开始，军部通过这条路线向江北部队输送了许多干部和物资。叶挺军长于1939年5月到江北视察，走的也是这条路线。这条路线的优点是路程较短，群众基础较好，沿途所经地区为新四军第三支队和江北无为游击纵队的活动地区；缺点是需要经过五十余华里的敌占水网地带，还得穿越长江敌伪封锁线，不利于大部队的行动。
第二条路线是由云岭向东经马头镇、杨柳铺、孙家埠、毕家桥、郎溪至竹箦桥、水西地区（苏南指挥部所在地），再经苏南敌占区北渡长江。这条路线是皖南军部与苏南部队经常来往的一条路线。这条路线有利的方面是：路程也较短，沿途设有许多兵站，群众基础较好，同时苏南我军可以接应。不利的方面是，需要经过国军108师的防地，国民党方面只同意新四军非武装人员据此线北移，而不同意战斗部队沿此线北移。1940年12月初，皖南新四军后勤机关人员1700余人人即循此线辗转北移经苏南到苏北地区。
第三条是由军部驻地云岭南下茂林、三溪入旌德、宁国转广德、郎溪到溧阳渡江再到苏北的路线。这条路线大致上就是后来皖南新四军移动的路线。这条路线群众工作基础薄弱，路程也比较远，又是向国民党的后方和重兵扼守的方向行动，在政治上、军事上都很不利。但在国民党同意皖南新四军部队沿此路线北移以及国民党顽固派尚未完成对新四军进行“围歼”部署的情况下，只要新四军行动迅速、坚决，由此路线胜利北移是完全可能的。
皖南新四军最初计划走第一条和第三条路线，即同时东走苏南和往北走繁昌、铜陵两条路线转移。叶挺于11月上旬亲赴上饶国民党第三战区司令长官部洽商皖南新四军北移事宜。
据新四军政治部宣教部长钱俊瑞回忆说：“十一月九日（即发出佳电那一天），叶军长即从军司令部所在地之云岭，起程到上饶，谒见三战区顾司令长官，洽商一切有关北移的问题。”商定的新四军北移路线为：“由茂林、宁国、经苏南渡江北上。”（此路线即第三条路线。）
傅秋涛（新四军第一支队副司令员，1955年授上将军衔）回忆说，我军决定北移后，叶挺军长亲自奔走，向国民党第三战区司令长官顾祝同提出北移路线，并要求沿途国军不得拦阻。顾祝同同意我军经泾县、茂林、宁国、宣城、郎溪至苏南敌后北渡，并允于沿途保护。（该回忆同样说明，国军第三战区至少在11月份仍同意新四军沿第三条路线北移。）
项英的警卫战士郑德胜（1955年授中校军衔）回忆说：叶挺军长亲自与国民党当局谈判我军北移问题，“国民党要新四军由云岭出发，翻越丕岭，取道旌德、宁国经天目山进苏南，再过江到苏北。”“转移前，项英还派人到上饶找顾祝同要求增补武器弹药。「顾祝同说我以人格担保，从云岭到宁国没有一个日本兵」，待到宁国后，连同以前欠的武器弹药全部补齐。”（该回忆同样说明，国军第三战区至少在1940年11月份仍同意新四军沿第三条路线北移。同时国军还承诺了武器弹药的补充）
顾祝同虽然是战区长官，但和新四军毕竟隔了一级，所以，在新四军北移路线的具体执行上，1940年11月中旬，叶挺在宣城周王村会晤了直接领导，集团军总司令上官云相。
上官云相层次虽然低一些，但因为直接负责作战，反而比顾祝同要难缠。上官云相将新四军北移路线由苏南北渡改为由泾县往北开，然后在芜湖以西的荻港附近过江到无为，理由是这条线最近。但叶挺认为日军已严密封锁芜湖一带江面，大部队无法偷渡，为安全计，仍坚持由苏南北渡。上官云相表示，皖南新四军东开进入苏南，在镇江附近渡江也可以，但这仅限于非战斗部队，至于新四军之战斗部队，仍要从驻地往北开，进入沦陷区。在新四军北移路线问题上双方未能取得一致意见，但经过几次谈判，上官云相已基本掌握了新四军的移动方向。他认为“新四军北撤的可能较小，‘南窜’的可能较大”。其实，上官云相对新四军先南而东再在苏南渡江的路线是心知肚明的，这条路线是新四军屡次向上官云相和顾祝同明确提出的，但上官云相故意将这种移动路线称为“南窜”，并大造舆论，称“新四军北撤是假的，真的是要搞‘三山计划’，即‘南窜’黄山、天目山、四明山，作为根据地。”，一旦发生冲突，责任可以推到新四军头上。
进入12月，因苏北刘少奇进攻韩德勤，国军总部大为恼怒，同时为免新四军循第三条路线北渡苏北加强刘少奇部力量增添韩德勤部危险，遂否决第三条路线。
12月12日蒋中正明令江北的第21集团军李品仙部应配合新四军于12月底之前由皖南移江北之行动，李品仙当即遵令，具体部署为新四军军部北渡让路，电令向皖东开进的138师“对匪应暂行停止攻击并缩小正面”，“俟新四军态度明了再行处置”；应一面让“其北渡后再令移运河西岸，续开鲁北”，“一面宣传送新四军赴黄河北岸抗战”。李品仙还电令负责江边地带守备的第176师，对新四军北渡开赴河北作战一事，“仰各团政工人员会同当地党部切实宣传毋使潜滋”。
1940年12月28日，项英主持召开了新四军军分会扩大会议，决定皖南新四军绕道茂林、三溪、宁国、再迂回天目山到溧阳，然后待机北渡。会后，项英将这一行动方案电告中央。
在尚未收到项英电报的时候，1940年12月30日，毛泽东、朱德致电叶挺、项英：“据恩来称：‘江南部队分地渡江有危险，皖北让路，蒋虽口头答应，但让出巢、无、和、含四县恐不易，李品仙已在布置袭击我的阴谋，仍以分批走苏南为好’等语。我们同意恩来意见，分批走苏南为好。”
1941年1月1日，项英致电中共中央，报告皖南新四军北移方案。
1月3日，中共中央在收到项英的电报后，当即由毛泽东起草复项英电：“你们全部坚决开苏南，并立即出动，是完全正确的。”
以上电文，证明新四军最终违反国军命令仍按已被否决的第三条路线行军，是得到中共中央批准的，非叶、项擅自决定。

#### 新四军非战斗人员提前北移
据国民党第三十二集团军参谋处长武之棻回忆：经叶挺与第三十二集团军司令长官上官云相于11月15日左右在周王村会晤商定，先将后方机构、修械所、被服厂、印刷所、伤兵医院及眷属等非战斗人员撤走。12月以来，新四军非战斗人员通过泾县——周王村——黄渡镇——誓节渡至竹篑桥进入沦陷区。
根据叶挺、袁国平与国民党第三战区协商结果，新四军非战斗人员沿着国民党规定的路线先期分批北撤。
11月28日，少数先遣队成员开始离开皖南出发，12月3日新四军首批人员开始试探性撤离，从12月5日开始分梯队陆续撤离皖南。
据顾祝同12月14日致何应钦、白崇禧密电中说：“新四军移动情形：（一）该军先头部队约百余人，冬晚（即2日晚）过马头（泾县东北），向杨柳铺一带前进。江晚（即3日晚），其政工队百余过泾县城；（二）微戌（即5日戌时），该军八百余，步枪百余，身着灰军衣，经杨柳铺向宣城前进；（三）鱼戌（即6日戌时），该军直属部队约二千人，沿青弋江西岸在奚家滩下流徒涉，向杨柳铺方向东移；（四）佳午（即9日午时），该军男女政工人员二百，女占三分之二，驳壳枪、步枪各十余支，经马头向东移动……。”
1940年12月9日，教导总队训练处长薛暮桥带领教导队二百名人员离开皖南，薛暮桥回忆与宋裕和汤光恢同行，此为最后一批和平北撤人员。据各种材料显示，新四军非战斗人员约3000人分批撤离了皖南，其中有薛暮桥、宋裕和等高级干部。
皖南新四军非战斗部队开始侦察北移的时间是11月28日，第二天，也就是11月29日拂晓，刘少奇、陈毅的华指部队开始进攻韩德勤。从这个时间，到蒋介石明确宣布封闭苏南路线的12月10日，历史给皖南新四军北移留下了12天宝贵的时间。在延安毛泽东明确指示快速“分批北移”后，项英利用这样漫长的时间仅仅转移了3000人。

#### 国军围歼部署
皖南地区国军总指挥原本是第三战区副司令长官兼第二十三集团军总司令唐式遵，因其指挥能力弱，第三战区司令长官顾祝同任命上官云相临时全权负责指挥部署皖南国军围歼新四军军部作战，唐式遵被暂时剥夺指挥权，仅负责派出部队供上官云相调遣。
1940年12月27日，上官云相根据顾祝同的指令，在徽州主持召开秘密军事会议。参加会议的有：第二十三集团军总司令唐式遵、第五十军军长范子英、第二十五军军长张文清、第五十二师师长刘秉哲、第四十师师长方日英、第七十九师师长段霖茂、第一四六师师长戴传薪、第三十二兵站分监李锡庆、第二十三兵站分监郭叔皋、皖南行署主任戴戟等。第一O八师师长戎纪五因在宁国前线、第一四四师师长唐明昭在南陵前线，未能出席会议。
徽州秘密军事会议的主要内容是研究确定围歼皖南新四军的指挥人选及兵力配置问题。第三战区长官部参谋处长岳星明在会上传达顾祝同的指示：“新四军如果北撤，我们要掩护好；如果南窜，我们务要堵止住。无论如何，皖南必须统一指挥，这次打算由上官副长官负责统一指挥。”
会议在研究使用兵力时，第三战区长官部原计划只使用6个师，但在会议进行中，蒋中正派专机送给顾祝同一封亲笔信，这封信由顾祝同派人送给上官云相和参加开会的各军、师长看过，主要内容是蒋指示顾祝同转上官云相和有关的军师长注意，在行动中要特别秘密、迅速、彻底地把新四军消灭，不使漏网。顾祝同因而指示上官云相，在部署方面要特别慎重。上官云相于是请求顾祝同准他多使用兵力。这样由上官云相统一指挥的国军，除了原来的四十师、一O八师、五十二师、一四四师、一四五师、新七师6个师外，又增加了从浙东前线调来的七十九师和从浙西调来的六十二师。此时的皖南已屯集了国军8个师计8万余人的强大兵力，且并立着第三十二和二十三两个集团军总部，在对日作战紧张的1940年，如此的兵力部署是极不平常的。
上官云相布置方日英的第四十师进驻三溪，此地位于云岭以东南30公里左右，这样，国军便在新四军军部云岭以南地区布下了口袋阵，只要新四军一违令“南窜”而不是遵令北进，就将处于国军的重重包围之中。
会后，上官云相对部下说：“这个任务是很艰巨的，顾长官早就打算好了，才调我到皖南来担任这个任务的。我的总部可以说是最现代化的兵团指挥机构，自己没有私人的基本部队，但是指挥哪个部队都能作战，唐式遵他就办不到。”上官云相还召集第四十师、五十二师、七十九师师长密谈，面授机宜。并要求各部队在1940年底作好与新四军作战的各项准备，指示各军、师长要绝对保守机密，绝对不许暴露。
上官云相原来对新四军的编制、装备、兵力、部署等均不了解。1940年12月中旬，派往新四军的联络参谋闻援匆忙回到第三十二集团军总部，偷得新四军兵力部署图稿一纸(旧的)，得悉云岭附近的新四军战斗部队有万余人。据此，上官云相认为：“按日寇作战规律，每季必来‘扫荡’一次，必须抓住这个间歇时期，发迅雷之势一举消灭新四军，战斗时期不能拖长，拖长有变，与国军不利。”
1940年12月29日，以第三十二集团军司令部名义制定的“肃清”皖南新四军的作战计划正式完成。其兵力部署：第二游击第八十八军、忠义救国军、第六十三师、独立三十三旅及苏南地方武力担任原阵地守备，防止苏南新四军策应皖南新四军作战；第二十五军的五十二师和一O八师，各仅留少数的一部对日寇监视守备，抽出主力进驻南陵、泾县，准备对新四军作战；第五十军的一四四师、一四五师以及新七师之第二旅各留一部仍归该军部指挥，对日寇监视守备，抽出主力由刘雨卿指挥，进驻茂林以西一线，准备对新四军作战；第七十九师开太平；第六十二师开宁国。
1941年1月3日，蒋中正直接致电叶挺，指定新四军的北移路线是：

（一）该军应在无为附近地区集结，尔后沿巢县、定远、怀远、涡河以东雎州之线，北渡黄河，遵照前令进入指定地区，沿途已令各军掩护。
（二）所请补给，俟到达指定地点，即行核发。

此即前述第一条路线。此电是蒋中正在国军围歼部署已经完成后签发的。

### 欧美和台湾文献的记录和叙述
抗战期间从头到尾，毛泽东及其领导下之中共，表面坚持抗日统一战线、组织联合政府，可是私底下却集中力量扩大中共势力。 国际形势的风云变幻给国共之间日益累张的关系火上加油。1939年8月苏德互不侵犯条约的签订——随后1941年4月日苏中立条约的签订一除去了统一战线的学说基础和权宜之利。国共冲突变得越来越严重。在新四军驻扎的鲁西地区和江苏，局势尤为严峻。 共产党在长江流域的扩张，特别是新四军的行动，也引起了蒋介石控制的国军的报复。在皖南事变爆发前，新四军的指挥官是叶挺。新四军所处的位置是在长江下游，地理位置上很接近抗战爆发前蒋介石的根据地。1940年的秋天，国民党控制的国军和新四军发生严重冲突，国军惨败。蒋介石担心这个事件会导致新四军长久的驻扎在那里，并且形成一个新的反蒋战线。
1940年12月8日，何应钦、白崇禧向朱彭叶项发出“齐代电”，除了继续“皓电”的论调外，要求迅即遵令将八路军、新四军部队悉数调往河北:511-519。9日，蒋介石亲自下令，要求八路军和新四军必须在12月底和明年1月底分别移防到黄河以北，新四军必须在12月以前先开到长江以北:521。然而新四军和国军在有关行军路线、安全措施以及撤离经费和给养问题方面纠缠，未能迅速达成一致。新四军一直等到1941年1月4日才开始移动。由于国军发现新四军是在向南移动，由此怀疑新四军是要回到之前中共的游击战根据地江西。

## 經過

### 中國大陸文獻的记录和叙述

#### 1月4日－7日
1941年1月4日夜晚，新四军军部和皖南部队9,000餘人由泾县云岭地区出发，准备分左、中、右三路纵队，经江苏南部向长江以北转移:179-180。由于连日阴雨，道路泥泞，加上夜行军，部队行军缓慢:370。5日，部队行至茂林地区时，军部下令休整一天:371。顾祝同以新四軍「違抗中央移防命令，偷襲圍攻國軍第40師」為由，將新四軍軍隊包围和攻击。当日下午，叶挺、项英在潘村召开各纵队首长会议，叶挺主张往回打，从南陵、宣城方向冲破国军包围圈，但项英、袁国平、周子昆仍坚持由茂林方向进军，最终新四军各部决定在7日正午前会攻星潭地区，跳出包围圈，经苏南北渡:372。
6日，顾祝同與上官云相率第三戰區之第32集團軍8万多人，在蒋中正命令下，向新四军发起总攻，並強令“徹底加以肅清”:175。6日晚，皖南新四军遵照潘村会议布置，兵分3路连夜冒雨向南开进。新四军各部进攻国军包围圈外围阵地星潭，7日上午与敌发生激战，道路受阻。一纵占领球岭，但在横渡徽河时被阻击，损失惨重；二纵在7日拂晓前占领丕岭，向星潭急进，但在星潭遭遇国军40师120团的抵御，攻势受阻，而国军也有三名营长伤亡；三纵占领高岭，击败国军部队，但仍然被阻:373-374。当时叶挺、项英收到毛泽东、朱德急电：“你们在茂林不宜久留，只要宣城、宁国一带情况明了后即宜东进，乘顽军布置未就突破其包围线有利。”:6452身处前线的叶挺军长当时想命令部队打下星潭，冲出包围圈，但同去的副参谋长周子昆说：“是不是回去跟项副军长把情况研究一下。”研究打星潭的会议于7号下午15点在丕岭到星潭之间的百户坑指挥所召开，会上叶挺主张集中主力打出星潭去，但项英临战迟疑不决，举棋不定，会议断断续续一直拖到夜里10点，居然开了7小时之久，后来叶挺气愤地说：“时间就是胜利，不能够犹豫不决，不能够没有决心，我的态度是，错误的决心我也服从，现在就请项副军长决定吧，你决定怎么办就怎么办。”最后项英决定：不打星潭，大部队后撤回到丕岭以西。由于项英的优柔寡断，导致严重贻误战机。对这次决定部队今后走向至关重要的百户坑会议，李一氓在后来给中央的第五号报告中有如下叙述：“叶希夷提出二个方案：（一）立即后撤，循来路回茂林，再渡青弋江，打太平、洋溪、石台、青阳，甚至再南出祁门、景德镇。袁认为可以考虑，项反对，认为政治上说不过去。叶反称此时求生存第一，政治上说得过去否，其次。但终被打消……”21时许，新3团第1营攻进了星潭镇。但因通信工具落后，这个信息未能及时传到军部:184。22时左右，周子昆提议原路退回里潭仓，出高岭，到太平、黄山伺机东进，获得项英同意:375。会议结束后，叶挺亲自到第五团，命令该团“连夜由原路返回，走里潭仓去抢占高岭，遇到敌人就坚决消灭，无论如何要在高岭坚守三天，阻击由太平方向来的敌人，掩护军部和大部队向泾县方向突围。完成任务后，你们可以分散单独行动，在皖南坚持游击战争，尔后待机过江。”

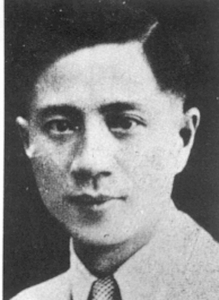
在皖南事变中阵亡的音乐家任光。

#### 1月8日－14日
8日凌晨，新四军五团攻占高岭，击退国军的进攻。新四军向西南方向行动，又遭阻击。当日午后，由于向导带错路，加之国军79师向高岭进攻，与新四军处于对峙状态，新四军军部在里潭仓原地宿营:185。23时，上官云相根据顾祝同19时的指示，下达命令：“务于明日正午以前，将匪包围于现地区而聚歼之。”:1791941年1月8日深夜，在部队突围被阻，形势不利的紧要关头，当获悉第三战区前敌指挥官上官云相电令围剿部队“于明（9）日拂晓再行全线总攻”后，中共中央东南局书记、新四军副军长（政委）项英、新四军政治部主任袁国平、副参谋长周子昆等感到部队“有被消灭极大可能，临时动摇”:131，于是带领十余人离队出走:378-381，与新四军秘书长李一氓4位新四军高层决策人物先后瞒着军长叶挺，丢弃部队不辞而别，率领身边少数人企图绕小道出走，以求保全自己。叶挺和东南局副书记饶漱石获悉后，当即向中原局和党中央电报“项、袁、周、李不告而去”。后来他们因没有跑出包围圈，不得不于10日分头返回。然此时中央已来电撤销了项英的指挥权，明令军事上由叶挺负责，政治上由饶漱石负责。1941年3月18日李一氓在香港发给中央的第三号报告详细汇报了这一经过：“晚10时左右，项忽派人叫我几次，皆未找着。等我回到我的位置，知道项派人来找过我，遂去项处，那时袁国平、周子昆皆在。项一手握我，一手握袁，周在其前左不作一语。即匆匆向后走，此外同行者仅二三卫士。我初不知他是何用意，我还以为找地方开会，决定最后处置。但又不见有老叶。行数十步后，袁始说他的卫士没有来，周又自语说，他没带钱。我才恍然，项又要来他三年油山那一套。我即追问项叫过老叶没有，项反答叫了他不来。此时我对项此种行动不大赞成，我当即表示我不同他们走。项即反问，那你怎么办？我说，我另想办法，打游击也要带几支枪，脱离队伍也要想办法救出几个干部，我还想把军法处、秘书处及胡立教等设法从铜陵、繁昌过皖北。项当即表示赞成，与我握手，并说把xx也带走，他身上还有钱。袁当时表示愿同我走，又听说今晚无把握，须等明天看清情况再决定，结果仍与项、周同走。因同行之猎户是他们唯一之向导，于是分手，他们继续前进。”“我知道了项、袁准备离开队伍，既没有劝说他们不能这样做，也没有去找叶挺报告这件事情，反而自己学他们的样子，也找了几个军队干部和地方干部，脱离了部队，其实也没有跑出包围圈，被迫依然返回军部。”
1月9日，新四军攻占国军高坦阵地，并击退反击。黄昏，叶挺决定部队直接向石井坑地区开进。第一纵队此时阵地失守，部队被分割，分散突围:186。
1月10日拂晓，前锋部队翻过石井坑北侧山岭，即被伏击，无法继续前进:187。上午，新四軍总部退守石井坑地区，收拢部队约5,000人:187。叶挺决定在石井坑四周控制制高点，构筑工事，休整部队，防守待机:6455。中午至下午，无法突围的项英等人返回石井坑与叶挺会合后，自觉有愧，暗自垂泪，乃向延安发报，承认“临时动摇，企图带队穿插绕小道而出”，“影响甚坏”，并表示了“坚决与部队共存亡”之决心。在全军被围的危急时刻，丧失信心，动摇出走。此举使项英多年来在党内和部队建立起来的威信丧失殆尽。10日黄昏，第五团完成“占领高岭并阻击国军三天”的任务后，并未按叶挺指示分散行动，而是向北追上军部并与军部回合，由此导致第五团与军部一同覆灭，团长徐锦树和政委林开凤后均被俘，后皆惨死于上饶集中营。晚上，新四军總部報告毛：“支持四日夜之自衛戰鬥，今已瀕絕境，幹部全部均已準備犧牲。”“請以黨中央及恩來名義，速向蔣、顧交涉，以不惜全面破裂威脅，要顧撤圍，或可挽救。”:132
11日，国军开始收紧包围圈，双方激烈交火，叶挺亲自到东流山阵地督战。新四军敌工部长林植夫前往国军谈判，被扣。12日，毛要求周恩來“向國民黨提出嚴重交涉，即日撤圍”:6456:132，中共中央决定皖南全军由叶挺和饶漱石指挥，解除项英指挥权:135。同时还决定苏北准备包围韩德勤，山东准备包围沈鸿烈，“限十天内准备完毕，待命攻击”。“如皖南部队被蒋介石消灭，我应坚决彻底干净全部消灭韩德勤、沈鸿烈，彻底解决华中问题”。当日石井坑附近阵地纷纷失守，音乐家任光阵亡，新四军军部完全暴露在国军火力之下:386。当晚，新四军开始分批突围:387。军部分两路突围，叶挺、饶漱石带一路，项英、周子昆、袁国平带一路。当时月色皎洁，能见度高，突围新四军暴露在国军火力之下。周恩來在13日向國民政府提出抗議，要求立即撤围。蒋介石表示将下令查处攻击新四军的将领，但同时又命令顾祝同将新四军一网打尽。
13日，叶挺率新四军余部退守承流山高地。雙方火線冲突进行了七天七夜，新四军已陷于绝境，叶挺根據東南局副書記饒漱石的意見:190，致书上官云相，表示愿往上官总部“议和”，14日下午，叶挺下山到国军108师师部谈判时被扣押。同日黄昏，新四军茂林阵地完全被占领。全军約9,000人，除约1,000人在黄火星、傅秋涛率领下突围外，大部被俘、失踪或阵亡:388。新四軍政治部主任袁國平於突围時身负重伤，1月15日清晨，为免连累战友而自尽；宣传教育部部长朱镜我阵亡:191。新四军政治部秘书长黄诚、组织部长李子芳等被俘。

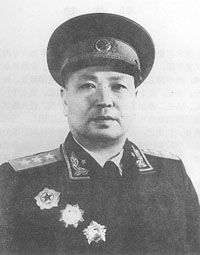
皖南事变中突围的傅秋涛

#### 突围情况
傅秋涛率领的第一纵队老1团300多人突围至泾县、宁国交界一带山区，转战半月余，先后遭国军约4个团围剿，部队再一次分散突围。傅秋涛率领一部分干部于3月初到达溧阳第6师第16旅。此后，第1纵队副政治委员兼政治部主任江渭清、老1团团长熊应堂先后率领部分指战员亦到达到溧阳:190。新1团团长张铚秀率领200多人，到达繁昌长江边，于2月底渡过长江到达无为，与新四军江北部队汇合。
第二纵队突围时分左右两路。右路800余人由新3团团长熊梦辉、参谋长张日清、政治处主任阙中一率领，从石井坑西北向章家渡方向突围。左路600余人，由新3团第2营营长巫希权、第1营副营长张玉辉率领，从石井坑西面向茂林方向突围。纵队部随右路突围:190-191。右路在突围中，先后遭到第108师、第144师、新7师的多次阻击，损失较大，部队被打散。纵队司令员周桂生阵亡，副司令员冯达飞受伤，后在群众家中养伤时被捕。黄火星、熊梦辉、张日清、阙中一分别率领部分人员突出重围。1月19日，黄火星、刘别生、张云龙带领一百多人，从繁昌油坊嘴偷渡过江到对岸无为白茆洲。左路以九挺机枪开道，捣毁国军144师师部，1月13日夜就穿过茂林、章家渡；1月25日夜，巫希权、鄢庆凌、张玉辉带领三个连和一个短枪队三百多人，在狮子山休整十天后，从繁昌油坊嘴偷渡到无为泥汊。这是人数最多的一批。:191。1月26日，袁大鹏带领八十多人在江边隐蔽六天后，从繁昌油坊嘴偷渡过江。2月上旬，张福标、沙林带领二三十人，从繁昌江边偷渡过江。
第三纵队特务团280人余人，在纵队参谋长黄序周、团长刘别生、团政治委员张闯初等率领下，从高坦突围，转战20多天，分别到达铜陵、繁昌。2月20日，张闯初、杨采衡带领百余人，从繁昌偷渡过江。第5团在防守东流山阵地时伤亡较大，临突围时只剩百余人，突围中又被冲散。纵队司令员张正坤受伤被俘，政治委员胡荣阵亡。团长徐锦树、政治委员林开风被俘:191。项英、周子昆在事变当中成功脱险，但在3月14日因携有新四军的黄金储备而被副官刘厚总枪杀。军部作战科科长李志高、谢忠良及陈仁洪、马长炎等六七十人等人于4月底渡过长江:191-192。
从繁昌偷渡过江后参与新四军第七师组建的开国将军有：黄火星中将、张铚秀少将、何志远少将、张闯初少将、梁金华少将、刘世湘少将、杨汉林少将、陈仁洪少将、谢忠良少将和李务本、彭嘉珠大校，还有担任省级领导职务的马长炎、胡金魁、杨采衡等。

### 欧美和台湾文献的记录和叙述
1月9日，新四军遭到国军的重击。在重庆，周恩来会见了蒋介石。后者说他不相信这冲突报告，因为他已经之前同意给新四军一条安全通道离开。当新四军逗留在石井时，叶挺通过延安转发信息给蒋介石要求国军停止攻击。之前北伐战争时，叶挺曾经率独立团参加北伐军。当时蒋介石是北伐军司令。然而这个重要的信息并没有在毛泽东领导的延安根据地及时的转发到蒋介石手上。十万火急的信息没及时转发，人为错误的可能性很小。英国历史学家乔纳森·芬比由此推测毛泽东并不想看到叶挺在长江下游建立起另一个不由毛泽东领导的中共根据地。这个信息的延误有可能影响了之后的战况。国民党控制的国军对新四军展开了猛烈的炮击和轰炸。叶挺的信息被延安方面延误后终于转发到蒋介石手上，但已经晚了。新四军的伤亡估计在两千到一万人。

## 后续处理及影响

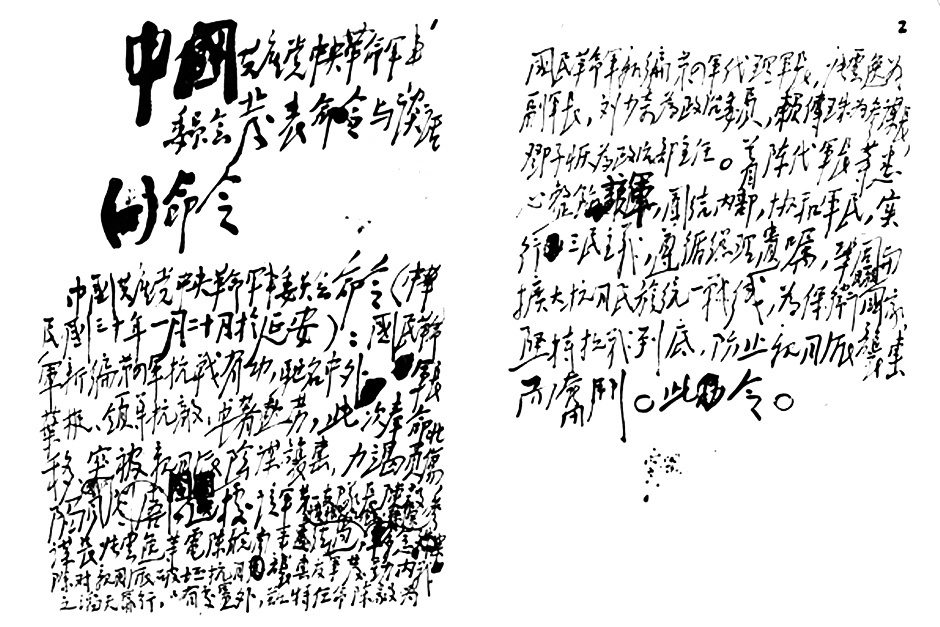
1941年1月20日中共中央军委关于重建新四军军部的命令

### 中國大陸文獻的记录和叙述

#### 中共对策

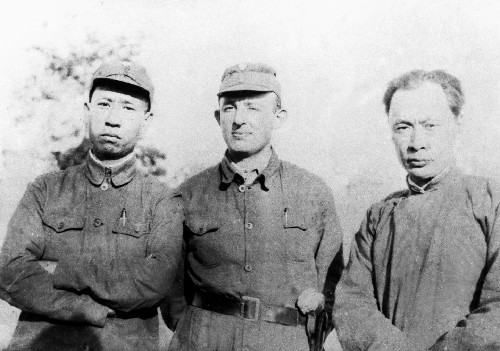
1941年重建后的新四军政委刘少奇（左）和代理军长陈毅（右）

事变发生后，1月18日共产党机关报《新华日报》发表了周恩来的“为江南死国难者志哀”和“千古奇冤，江南一叶；同室操戈，相煎何急？！”的亲笔题词。在当时局势下，刘少奇建议中央在政治上全面反攻，在军事上暂时不实行反攻。1月17日，刘少奇请中央任命陈毅代任新四军军长，在苏北成立军部。18日，他与陈毅联名致电中央，再次提出重建新四军军部。1月20日，中共中央军委发布重建新四军军部的命令，任命陳毅為新四軍代軍長（軍長葉挺在新四軍事件中與國民政府談判時被扣），劉少奇為政治委員，張雲逸為副軍長，賴傳珠為參謀長，鄧子恢為政治部主任:771。新四軍新的軍部在江蘇鹽城，以華中新四軍八路軍總指揮部為基礎組成，並將活動於隴海路以南的八路軍、新四軍部隊統一整編為7個師和一個獨立旅，全軍9萬餘人，繼續在華中活動。其中傅秋涛等人率领的皖南事变突围部队改为新四军第7师，也是7个师中实力最弱的一个，张鼎丞挂名师长但人在延安从未到任；傅秋涛在经过一年多审查后被认为无政治问题遂被任命为该师代师长。抗戰勝利後，新四軍番號繼續被沿用到1947年2月才撤銷，原新四軍部隊主力除第3師（黃克誠部）開赴東北加入東北野戰軍，第5師（李先念部）改編為中原軍區外，其餘主力改編為華東野戰軍，1949年1月改稱第三野戰軍。
共产党方面认为这是严重的第二次“反共高潮”，认为己方新四军被害人员是殉难的爱国者，事件责任完全在国民党方面。中共中央决定将驻各地办事处逐步撤销，八路军总部摆脱蒋介石的领导，不再向蒋呈报任何文电。中共公布解决皖南事变的十二条办法:775。毛泽东以《中国共产党中央革命军事委员会发言人对新华社记者的谈话》的方式指出：“此次皖南反共事变，酝酿已久。目前的发展，不过是全国性突然事变的开端而已。”“欲以所谓中日联合“剿共”，结束抗战局面。以内战代抗战，以投降代独立，以分裂代团结，以黑暗代光明。……道路以告，动魄惊心。时局危机，诚未有如今日之甚者。”:772中共甚至开始考虑，准备同国民政府全面破裂：“自蒋十七日宣布新四军为叛逆后，我们是否还能承认国民党为上司？”然而，由于抗日战争还在继续，政治条件尚未成熟，苏联和共产国际也不赞成中共采取激烈的反击措施，再加上2月日军发起豫南会战，又使得中共改变了此前的估计，认为蒋介石的“剿共计划已根本打破”，“内战已可避免”。

#### 国民政府对策
在皖南事变发生后，蒋介石曾对处理新四军有过波动。1月13日，蒋介石在日记中说，“对皖南新四军冲突，实违反我意旨，白等坚欲在此时整个消灭共党，诚不识大体与环境，明知其不可能而强行之，其幼稚言行与十年前毫无进步，可叹。余决令放行，只要其知求饶从命足矣”。但是在新四军被围歼之后，蒋的态度再起变化。
16日，蒋介石在日记中写道：“俄武官来问新四军冲突之消息用意，因此对此案处置更应严肃坚决”。17日，蒋介石由于顾虑到中共方面的强烈反应，接受何应钦、白崇禧等人意见，发布命令，宣布新四军为叛军，取消新四军番号，将叶挺交軍事法庭审判，國共關係惡化。国民政府军事委员会的通告称新四军“于四日晚，全部潜赴茂林，分兵左中右三路，向该师（四十师）袭击，该师仓卒被袭，不得不加以抵抗，藉资自卫，第三战区顾司令长官，为整饬纪纲，乃下令制裁。至十二日止，该军已被全部解散，所有拿获该军长叶挺等，现已交军法审讯，该军番号业经明令撤销，此该军违反军令卒被制裁之经过也。”“此次新四军违令叛变，非出偶然，而实本于该军一贯之阴谋”，“顾长官对该军相机处置，全部编遣，实为维持军纪上必要之措施。当此全国抗战，一致团结之际，竟发生此种叛变之事，殊可痛心，中央以军令必须贯彻，纲纪必须维持，而后方能争取抗战之最后胜利，故断然将该军番号取消，并将叛军长官分别交军法审判，严缉治罪。”:203-204
国民党、三青团中央宣传部门指示各级党部说，皖南事变“纯粹为军纪问题，绝不含政治的或党派斗争的意义”，“各言论机关如有评述，应以新四军为范围予以评述，对中共及十八集团军可勿涉及”:209。1943年，國民革命軍第三戰區司令顧祝同以「抗日戰爭」、「制裁解散新四軍」及「肅清江南共軍」有功，被中華民國政府頒發青天白日勳章。总指挥上官云相晋任第三战区副司令官长官，仍兼第三十二集团军总司令。

#### 被俘新四军
为狗爬走的洞敞开着，

一个声音高叫着：

爬出来呵，给尔自由！

我渴望着自由，

但也深知到人的躯体那能由狗的洞子爬出！

我只能期待着，那一天

地下的火冲腾，

把这活棺材和我一齐烧掉，

此事變主要將領葉挺遭逮捕，予以監禁，5年后于1946年释放，叶挺出狱后申请成为中共党员，乘飞机由重庆回延安时飞机坠毁，同机死亡的还有王若飞、博古、邓发及叶的部分家人。有传空难由国民政府策划，但未有证据。新四军共有四千余人被俘。关押俘虏的上饶集中营，由多所监狱、集中营组成。一是关押高级干部的茅家岭监狱，二是关押排以上干部的上饶周田集中营，三是关押士兵的铅山监狱。1942年5月由日军进犯在即，上饶集中营迁往福建省。6月17日，在福建省崇安县赤石村发生集体越狱事件，80余人逃脱，号称赤石暴动:193。四千余被俘人员，在狱中曾遭受“政治上诱骗，精神上摧残，肉体上重刑与残杀” ，有近200名关押在上饶集中营的先后被枪杀、毒死及因长期折磨致死。1945年，国共双方签订“双十协定”后，历时5年期间被俘人员遭到集体屠杀后最终仅二百余人获释，重新回归中国共产党阵营:193。但回归的新四军被俘人员有相当一部分长期遭到怀疑而不被重用，特别是“文革”时期，极左思潮的泛滥，被俘被视为人生“污点”而遭受迫害；直到中国共产党十一届三中全会恢复实事求是的思想路线之后这种状况得以纠正改变。

#### 战后总结
当时担任新四军秘书长的李一氓，晚年总结出新四军十一条失败原因：“出动太迟，假如能提早四五天，结果也不会如此之难堪；估计敌人太低，估计自己太高，以为四十师不堪一击；在地形选择上当把自己放在高山上，放在深谷中毫无作用；战斗准备不足，非战斗员太多，行装太多；行军过久，行军力不强，敌人是每天一百里路，我们仅四十里路；使用兵力不恰当，兵力分散，假如全军作一路攻击，不会感到兵力不足与彼此脱节；缺乏大兵团作战经验，过去三年，战斗都是团为单位，这次六个团一齐打，毫无协同作战可言；因过去子弹多，不注意节省弹药，到后来有枪无弹；参谋长工作差，周子昆只能管后方勤务与教育工作，对作战部署与指导毫无把握；叶指挥大兵团作战之经验与能力差；战时工作全无计划，对连指导员只要求单纯的鼓动工作，缺乏整个战役的组织工作。”

### 欧美和台湾文献的记录和叙述
民国政府在1月17日决定解散新四军，并拘捕叶挺送交军事法庭，关了五年。中共立即任命了另一位军长 并报之以将新四军的规模扩充至七个师。1946年，当叶挺在被释放后坐飞机去延安时，飞机失事，导致他遇难。
“新四军事件”之后日军和国民党的封锁，使延安陷入危机，而共产党尽一切努力提高生产克服了经济困难。国民参政会的中共参政员宣布拒绝出席3月1日召开的参政会二届一次会议。1943年3月两党重开谈判，但终因共产党要求获得四个军十二个师的正式编制而归于破裂。由于舆论的强烈反应，不久蒋介石在国民参政会上表示，军事早已国家化，中共不应将八路军、新四军视为“一党所私有的军队”，一边重申“剿灭”新四军绝非“剿共”，更不忍以后再有此种“剿共”之不祥名词留于中国历史之中。因此，他恳切希望中共能本着“兄弟阋于墙，外御其侮”的精神，与国人“精诚团结，共赴国难”。国共双方都未承认统一战线结束，因为保持形势对双方都有利，即使合作已经有名无实。在此后的抗战岁月里，国共冲突始终没有得到解决。虽然蒋介石一再宣称中共问题本质上是政治问题，因而应通过政治手段来解决， 但他却派遣一大部分最精良的部队封锁了西北的共产党地区，其意图是——当对日战争结束后爆发内战即动用这部分部队。共产党方面也不停地扩充武装力量和民众组织，在根据地实施一些意义深远的纲领，为未来的对抗作准备。

## 各界反应

### 中國大陸文獻的记录和叙述
皖南事变后，外界对国民党及国民政府的反应以批评居多。宋庆龄、何香凝、柳亚子等国民党左派在香港发起抗议运动，要求“撤销剿共部署，解决联共方案，发展各抗日实力，保障各种抗日党派”。英国政府表示中国“内战只会加强日军的攻击”。美国政府正式声明，在国共纠纷未解决之前，美国无法大量援华:203。1941年2月，美国总统特使劳克林·居里来华会见蒋介石，表达了罗斯福不赞成国民党反共，希望国共两党团结抗日的意见。

### 欧美和台湾文献的记录和叙述
事发后，周恩来告诉记者白修德他相信蒋介石没有下攻击新四军的命令，但当地的将领们相信蒋介石不会介意他们对新四军展开攻击。白修德是个美国记者，他1946年的书《中国的惊雷》表现出对国民政府的失望和对共产党的期望。白修德问周恩来是不是认为蒋介石在撒谎。周恩来说不是。有人对蒋介石撒谎，但蒋介石也一定程度的说了些谎话。
蒋介石说，皖南事变是“打击敌人妄冀我军纪败坏，内部分裂，以减弱抗战力量的妄想。”“申明军队的纪律，使全军得所观感而振奋自爱，为国效命，因而加强我们团结抗战的精神”。
重庆国民党的《中央日报》的社论在事件发生后说：“只要中共不脱离抗战阵线，事件不致扩大，而剿共事实亦不至发生”。

### 美国对皖南事变的反应
1940年11月30日，刚刚成功连任总统的罗斯福发表了将对中国进行财政援助1亿美元贷款，其中5000万美元为平准基金贷款（1941年4月中美签署），5000万美元为商业贷款（即1941年2月4日签署《中美金属(钨锑)借款合同》）。
1941年1月22日在香港的埃德加·斯诺率先向国外报道皖南事变，在美国《纽约先驱论坛报》和《星期六晚邮报》上发表皖南事变的通讯，指出：国共分裂，对日伪有利，“汪精卫傀儡军队最近能够占领中国政府军与新四军发生战事的地区”,就足以证明。斯诺被取消了在中国的记者采访权。1941年2月，斯诺被迫回美国后，撰写了述评文章《这是中国的内战吗》，发表在美国《亚细亚》杂志1941年4月号。
1941年1月20日，在美的宋子文密电蒋介石：“钧座欲英、美派遣经济、军事专家组织远东合作团来华，其整个办法此时尚难实现。惟我国经济状况不能持久。文遂代钧座聘请总统府经济主任卡雷（即居里）来华，作短期考察经济币制情形”“ 此君年少力强。总统八年任期大刀阔斧之经济政策及颁布经济法律，皆经其手。因其任务重要，总统再三考虑后，始允其请假来华两个月。”1月23日美国白宫发言人宣布，派总统行政助理专员居里访华，此行目的系就地搜集中国一般经济现状之参考资料，并与中国政府商讨有关此项现状之各项问题、考察中国经济币制问题。
1月24日，华盛顿国际电讯称：美国国务院“宣布美国对于中国国共之内争曾表示关怀之意”，并因此“使拟议通过中之五千万美金贷款缓期实现”。1月25日，蒋急电宋子文讯问“此息如何”，要求宋“最好请美政府声明否认，并将交款手续从速完成”。
1月29日美驻华大使詹森向蒋介石表示:“我一向认为共产党问题不应导致大规模的互相残杀的斗争。”1月29日蒋介石专电宋子文，告以“其实国内对此皆知共党兵力极弱，不及全国军队总数百分之二。以中国最近有百十九军之多，而新四军与第八路军不过共数两军耳。请兄以实状”告知美方。
1月30日罗斯福的代表居里离美来华。
2月1日，蒋在作“上星期反省录”时写：由于“美国受共党宣传鼓惑更甚，其政府心理、援华政策几乎动摇。子文甚以为虑”。
2月4日美国与中国签订《中美金属(钨锑)借款合同》，数额5000万美元。2月4日居里抵香港。宋庆龄会见居里，向居里表示，反对蒋介石既玩弄国际手腕，继续与八路军对立。居里说：“美国赞助中国统一，反对日本。如中国分裂，美将很难赞助，表示要对蒋施加压力。”
2月7日罗斯福的代表居里抵达重庆，并称来华目的，除考察中国军事、经济情况外“中美合作”预为调查。2月8日居里谒见蒋介石，向蒋介石面呈罗斯福的亲笔信，信中希望国共两党双方消泯岐见，更密切地合作，俾有利于对日作战的共同目标。居里还转陈罗斯福总统的意见：“中国共党与国民政府相类者多，相异者少，深盼其能排除异见，为抗日战争之共同目标而加紧其团结”。2月10日蒋介石接见居里表示:第一目的为抵抗日寇，争取最后胜利；第二目的为阻止中国成为一赤化之共产国家。
2月14日居里在重庆会见周恩来时表示:美国赞成中国统一，反对日本。如中国分裂，美国很难赞助。询及蒋介石有无投降倾向，新四军事变真相后，中共目前民主主张和各项政策的内容。周回答各项问题后，提供若干材料揭露蒋，并说明蒋若不改变反共政策，将引起国内战争，使抗战熄火，日本南进。1941年3月6日周恩来致电毛泽东，将居里在华期间的活动向毛泽东作了汇报：“居里要求中国与苏联疏远，但与中共维持关系，不要破裂到内战。居里来华的任务是调查经济情况，确定可否投资；调查政治是否民主和军事实力；要在中国建立军事基地；要求战后割让海南岛。国民党原则同意以贷款交换。”
2月25日蒋介石接见居里话别时，提出中国在美购买飞机及补充器材办理的备忘录。要其转交罗斯福。居里访华与蒋介石累计会谈37个小时。居里于2月27日离华返美。
3月初居里向罗斯福总统的书面述职报告中写：蒋介石有用武力解决中共的企图，中国有可能重新发生内战的危险，然就美国的欧亚战略而言，中国确实具有抑制日军扩张南进的价值。因此，美国应把中国视为战时的主要盟国和战后的经济伙伴。有鉴于此，美国应当支持蒋介石政府，并组织一个由经济、政治、运输等方面的人员组成的美国专家小组以监督援华物资的有效使用。同时督促蒋介石进行内部改革，以这种方式防止中国的内战。3月9日美国通过居里向蒋介石正式声明：“美国在国共纠纷未解决前，无法大量援华。中美之间的经济、财政等各种问题不可能有任何进展。”美国国务院也通过备忘录的形式告诉宋子文和驻美大使胡适，美国希望看到中国继续保持统一。

### 苏联对皖南事变的反应
1941年1月25日苏联驻华大使潘友新去重庆蒋介石官邸拜访并称：贵国中央军队与新四军之冲突与斗争，苏联政府非常关怀，深恐由此引起内战，因而损及贵国抗战力量。蒋说此事之发生是新四军首先进攻邻近友军。潘说新四军为数不过六、七千人，何敢进攻邻近之大军？指出进攻新四军“有利于日本侵略者”，发动内战“将意味着灭亡”。《蒋介石日记》认为此举“实为变相之压迫与恫吓”。两天后，苏联又突然决定调换驻华军事总顾问，《蒋介石日记》感觉到这是苏联“对新四军案表示之又一姿态”。同时，苏联的《真理报》也“开始评责本党，谓此事系本党持狭隘之党见所致。且谓其他共产党军队亦将被政府解决”。
1941年1月31日中国驻苏联大使邵力子致电蒋介石，告以国际舆论的谴责、苏方关心中国统一团结。
1941年2月3日，蒋亲笔致函斯大林说明情况，并于当天下午约刚刚卸任的苏联驻华军事总顾问福尔根叙别，“彻底恳谈第十八路军情形与中苏国交关系约一小时半”。
1941年2月9日周恩来将苏联军事顾问团总顾问崔可夫中将对国共双方提的意见电告毛泽东。对国民党的意见：一、斯大林不愿听到国共两军冲突事；二、要团结抗战；三、武器不好不能取胜的观点不对。斯大林认为目前华军作战主要目的不在攻守坚固据点，而在集结10倍于敌的力量，歼灭敌之有生力量，以孤立敌据点，华军目前应积极行动，使敌分散。对中共意见是：革命军队愈积极行动，愈能发展；要继续抗战，起模范作用，并加以宣传；苏联接济的军火，中共也可向国民党要求补给。
1943年12月共产国际执行委员会总书记，保加利亚共产党人格奥尔基·季米特洛夫电告毛泽东：他认为中共“降低对中国的外来占领者之斗争的政策，以及明显悖离了民族统一战线的政策”，犯了“政治错误”。

### 日汪方面的反应
1941年1月19日《蒋介石日记》：日本方面虽对蒋“解决新四军案表示惊异，且有佩服之意”，却“甚望此事之扩大与不即了结”。
3月11日，汪精卫政权《周佛海日记》：“渝方与共党已公开决裂，共党代表不出席参加（参政）会，则提出要求多种，蒋向不公开指责共党，此次在参政会演说，竟公开攻击。此时渝共决裂，两均不利，何以竟至此种情形？殊堪注意。”

## 双方部队

### 攻方：围攻新四军的国民革命军
第三战区：司令长官顾祝同、副司令长官唐式遵、参谋长邹文华、参谋处处长岳星明
第三十二集团军：总司令上官云相、副总司令郭勋祺（在重庆陆大学习）、副总司令劉雨卿、参谋长徐志勖、政治部主任刘汉、参谋处少将处长武之棻。顾祝同选择调上官云相第三十二集团军总部统一指挥皖南事变参战部队，把第三十二集团军总从江西省临川迁至徽州后驻宁国。
- 第二游击区（苏南）：总指挥冷欣、参谋长徐笙、政治部主任沈铁汉。担任守备任务，未直接参战。
  - 忠義救國軍：总指挥周伟龙
  - 第63师：师长冷欣、参谋长伍开云
  - 独立第33旅
  - 國民革命軍第八十八軍：军长范绍曾、副军长罗君彤、政治部主任张一青
  - 國民革命軍第二十一軍：军长陈万仞，参谋长刘熙鉴
    - 第一四六师：(二线预备队未参战)。师长石照益（病休），副师长戴传薪（代师长），副师长兼政治部主任柏良，参谋长李志熙，步兵指挥官徐元勋。第四三六团团长凌谏衔，第四三七团团长郭英，第四三八团团长马国荣，炮兵营长胡斌，工兵营长王仲莹，辎重营长龚华清。

  - 挺进二纵队：司令顾心恒、副司令胡炎、参谋长厉百川、政治部主任顾融君
  - 國民革命軍新編第7師：师长田鐘毅、政治部主任莫御，副师长黄伯光，参谋长蒋蔚成
    - 第一旅：对日军警戒未参战。旅长刘克用，副旅长谢崇文。第一团团长周镐荣，第二团团长萧琛。

  - 苏保安第一縱隊：司令单栋
- 右翼军由國民革命軍第二十五軍兼：军长张文清、副军长唐云山、参谋长韩谊民、政治部主任张麦秋
  - 第52师：师长刘秉哲、参谋长黄家桢、副师长兼政治部主任张乃鑫。原驻泾县以北。实际参战第一五六团周鉴、第一五五团张廼鑫、第一五四团张俊清、师指挥所及直属队工兵营陈金辉、辎重营邱焕文、师通信连。
  - 第108师：师长戎纪五、副师长顾宏杨、参谋长史耀东、政治部主任李亭林。原驻宣城西北。参战部队直接由第五十二师副师长朱惠荣指挥：六四四团、六四八团及六四七团第二营、补充营、骑兵连，官兵五千五百人，步枪一千三百七十枝，轻机枪一百四十八挺，重机枪十六挺，附弹药三十二万八千粒，手榴弹二千二百枚，追击炮八门，附炮弹六四零发，马九十二匹。
    - 第三二二旅旅长唐德，副旅长谢景唐
      - 第六四三团团长刘修杰（对日军警戒未参战）
      - 第六四四团团长李世镜（受第五十二师指挥）

    - 第三二四旅旅长夏树勋，副旅长乐丰
      - 第六四七团团长李荣林第二营（受第五十二师指挥）
      - 第六四八团团长周振声（受第五十二师指挥）
- 左翼军由第23集团军副总司令指挥所兼（國民革命軍第五十軍）：副总司令刘雨卿、代参谋长卢荣光。驻青阳一线。
  - 第40师：师长方日英、副师长陈士章、参谋长朱宇平、政治部主任严毅。从第二游击区驻溧阳移驻旌德县三溪。由税警总团改编，装备精良。实际参战一一八团徐瑞享、一一九团刘万俊(附山炮、战车、防御炮各一门)、一二零团惠景施(附山炮一门)、工兵营（黄国纲），师司令部及直属队(欠炮一连、辎重营、野战医院在三溪待命)骑兵连、通信连、卫生队。欠野战补充团。在庙首之一四八师八八四团(林光裕)之唐营开绵川洞归本师指挥。
  - 第144师：师长唐明昭，副师长唐映华，参谋长胡秉璋。实际参战四三零团张昌德(欠第三营留置太平)，四三一团李志千、四三二团张定波（欠两连驻守太平仓库）、辎重营张明著之第一、第二两连、师通信连、工兵营何剑书、野战医院之一部、卫生队。战后师长唐明昭被第七十九师以放跑新四军的罪名关押，后因为内部人事问题发生哗变，投靠了日军。
  - 第145师：二线预备队未参战。师长孟浩然，副师长许元白，副师长兼政治部主任陈镕平，参谋长李志熙。第四三三团团长刘郁文，第四三四团团长罗心量，第四三五团团长刘一，炮兵营长陈决农，工兵营,辎重营长江庆云。
  - 新7师第2旅：旅长孟存仁，副旅长田云从。实际参战三团李园明、四团田云从（欠一营）。
- 二线部队
  - 第79师：师长段霖茂，副师长彭战存，参谋长胡碧华。从诸暨调太平。位置于太平、石埭间。实际参战第二三五团王永树、第二三六团李乃赓、第二三七团文礼、及师直属部队(欠骑兵连)工兵营、辎重营、战车防御炮第十六连、山炮第六连。
  - 第62师：从浙西第一游击区调旌德县。位置于榔桥阿镇三溪间。二线预备队未参战。仅到达一个团。师长陶柳。副师长刘熏浩，政治部主任沈少簨，第三六八团团长胡礼贤。
- 第32分监部
- 第23分监部

### 守方：国民革命军新四军
中共中央东南局：书记项英、副书记曾山、饶漱石
新四军：军长叶挺、副军长项英、副参谋长周子昆、政治部主任袁国平、秘书长李一氓、参谋处处长张元寿
- 第一纵队：司令员兼政治委员傅秋涛，副司令员赵凌波，副政治委员兼政治部主任江渭清，参谋长赵希仲，副参谋长吴咏湘。
  - 第一团：团长熊应堂，政治委员肖辉锡、参谋长王怀生。
  - 新一团：团长张铚秀，政治委员丁麟章、参谋长徐赞辉。
- 第二纵队：司令员周桂生，政治委员黄火星，副司令员冯达飞，参谋长谢忠良，政治部主任钟德胜。
  - 第三团：团长周桂生(兼)，政治委员黄火星(兼)。
  - 新三团：团长熊梦辉，政治委员兼政治处主任阙中一、参谋长张日清。
- 第三纵队：司令员张正坤，政治委员胡荣，参谋长黄序周，政治部主任吴奚如。
  - 第五团：团长徐锦树，政治委员林开凤、参谋长梁金华、政治处代主任何志远。
  - 特务团：团长刘别生，政治委员张闯初。
- 教导总队：总队长周子昆(兼)，政治部主任余立金。

## 事变涉及重要人物及其行动、电文

### 国民政府方面

#### 蒋中正
1940年12月7日，在多日拖延后，蒋方才批准参谋总长何应钦和副总长白崇禧11月14日即以军令部名义拟呈的《剿灭黄河以南匪军作战计划》，但仍于9日命令何、白“暂缓下令”，“待本月下旬再定实施时间”。

12月10日，军令部长徐世昌以“现已届十二月中旬，如迟不下达，恐各部队准备不及”为由，再呈前文，促蒋照准。在徐、白的连番催促下，蒋只得照准。

12月25日，蒋拒绝批准《华北作战计划》和胡宗南所上报进攻延安的作战计划，表示即便八路军未遵令北撤，也应当“一面发动全国舆论制裁，一面以军事压迫，促其就范”。

12月25日，蒋召见周恩来，以“极感遗憾的神情”告诉周，“你们一定要照那个办法，开到河北，不然我无法命令部下。苏北的事情闹大了，现在谁听说了都反对你们。他们很愤慨，我的话他们都不听了。”“我也不愿意内战，不愿意自相残杀，问题是如果新四军非留在江南，大家都是革命的，冲突决难避免，我敢断言，你们必定失败。”

1941年1月5日，新四军违令秘密南下之后一天，未知情况的蒋中正仍电示顾祝同：
“叶、项部在铜陵、繁昌之间渡江后，在无为附近地区集结，而后沿巢县、定远、涡河移动睢州之线，北渡黄河，遵照前令进入指定地区，沿途已令各军保护。”
1月9日，蒋于《困勉记》里写道，“白坚欲在此时消灭共党军队，此诚不识大体与环境之谈。明知其不可能而必强行之。”1月12日写道“对皖南新四军，余只求其遵命渡江。”“只要其求饶而能从命，则尽可放其北移。”

1月15日，除军委会办公厅主任贺耀祖和政治部部长张治中以外，全体高级将领同意白崇禧“宣布新四军为叛军，撤销番号，叶挺交军法(审判)”的主张，但蒋仍然要求“再考虑一夜”。

1月16日，蒋勉强同意白之主张，但日记中写道“此虽违反我意，但事既如此，则应撤销其番号，将叶项交军法会审，彻底解决，以立威信，而振纲纪。”

1945年11月7日，张治中呈蒋电文提及：“三十年（1941年）春间解决新四军事件时，以职判断，觉钧座对当时之措施实未必赞同，事实上等于事后之追认。”

#### 顾祝同
1940年12月27日，在叶挺、项英向顾祝同说明经费、弹药、冬服存在极大困难，要求展期到1941年1月8日出动的要求，特别是北渡长江必须“划定皖北庐江县为职部临时集结地”,“并请指定庐江六安以北路线，庶可以防止与皖北友军无谓之误会与冲突”之提议，顾当即表示可以商量。

12月28日，顾向蒋中正发报，拟除日期不得展延外，其余经费、粮弹、被服等一应照准，对新四军军部北渡提供尽可能的便利：

1. 关于开拔时间仍应遵照本部宥辰扫召电指示，一面陆续开拔，务须依限于本年十二月底北开完毕。
2. 关于该十月份、十一月份欠发经费及冬服代金，准如数发给，至于开拔费及恤金转请核发。
3. 关于交通路线，准增改为二线，一为泾县杨柳镇、孙家铺、姚村、小节渡、寿城镇、梅渚镇、南渡镇、竹篑桥道；一为南陵、宣城、毕桥镇、飞鲤桥、郎溪、安兴、上沛埠道。
4. 关于友军位置，查皖南苏南各部队位置乃系依据敌情及我军任务所定部署，并已命令驻军及皖南江南二行署，予以协助，该军移动时，当能切实协助。
5. 关于行军序列及渡江部署，该军北移应在指定路线以一团或一营为单位，逐次跃进，乘敌不意，迅速渡江，不宜以过长之梯队行进，尤不宜以大部队在临时集结地区之所通过，致被敌发觉，而误期限，至于渡江应以秘密潜渡为原则，不得已时则以绵密之部署，施行强渡。
6. 关于补充，弹药一项应俟该军江南部队北渡半数后，准即查案补充，由该军后渡部队携带过江。
7. 上六项除饬即并本部宥辰扫召电切实遵办具报外，另发该军开拔费各五万元，俾令迅速开拔。谨电鉴核备案

在12月30日叶挺还在要求展期北移时，顾祝同深知蒋12月10日电给予最后期限是12月31日，但并未在期限已过时立即下令进攻，反而仍在1月3日代新四军向蒋求情，电文称：

深查叶挺对于北调命令，已有决心奉行。此次与之磋谈亦颇具诚意，一再嘱职请求钧座，谅其苦衷，使得江南部队顺利北调。

1月5日，在收到叶挺于2日发出的请求“先派一团于虞（七）日经前第三战区指定路线北渡，余部待机北渡”电文后，顾表示同意，并于5日再次发电给蒋中正，继续为新四军求情，唯此时新四军早已于一天前秘密南下：

为贯彻前令，防止其以主力由苏南北渡，增援苏北起见，除复饬仍以主力就原地北渡外，似可允其先派一团走苏南并补给临时经费及弹药。

1月6日，在收到四十师一一九团与南下新四军交火之汇报后，顾祝同当即下令上官云相：

叶挺、项英不遵命令以主力由皖南渡江就指定位置，乃擅率驻皖南所部于支(4)日晚开始移动，企图窜据苏南，勾结敌伪，挟制中央，似此违背命令，自由行动，破坏抗战阵线，殊堪痛恨。为整饬纲纪，贯彻军令，对该军擅自行动部队决予进剿，仰贵总司令迅速部署所部开始进剿，务期于原京赣铁路以西地区彻底加以肃清，并严督党政方面配合军事积极工作，俾绝根株。

## 相关作品
- 《腐蝕》，茅盾著，長篇小說
- 《皖南事变》，黎汝清著，中国大陆长篇军事小说
- 《企鹅中国现代史》[24]，乔纳森·芬比 [註 6]